# Каес (область)
Кай (фр. Kayes) — область (провинция) в Мали.
- Административный центр — город Кай, ставший в 1892 году столицей колонии Французский Судан.
- Площадь — 119 743 км², население — 1 996 812 человек (2009 год).

## География

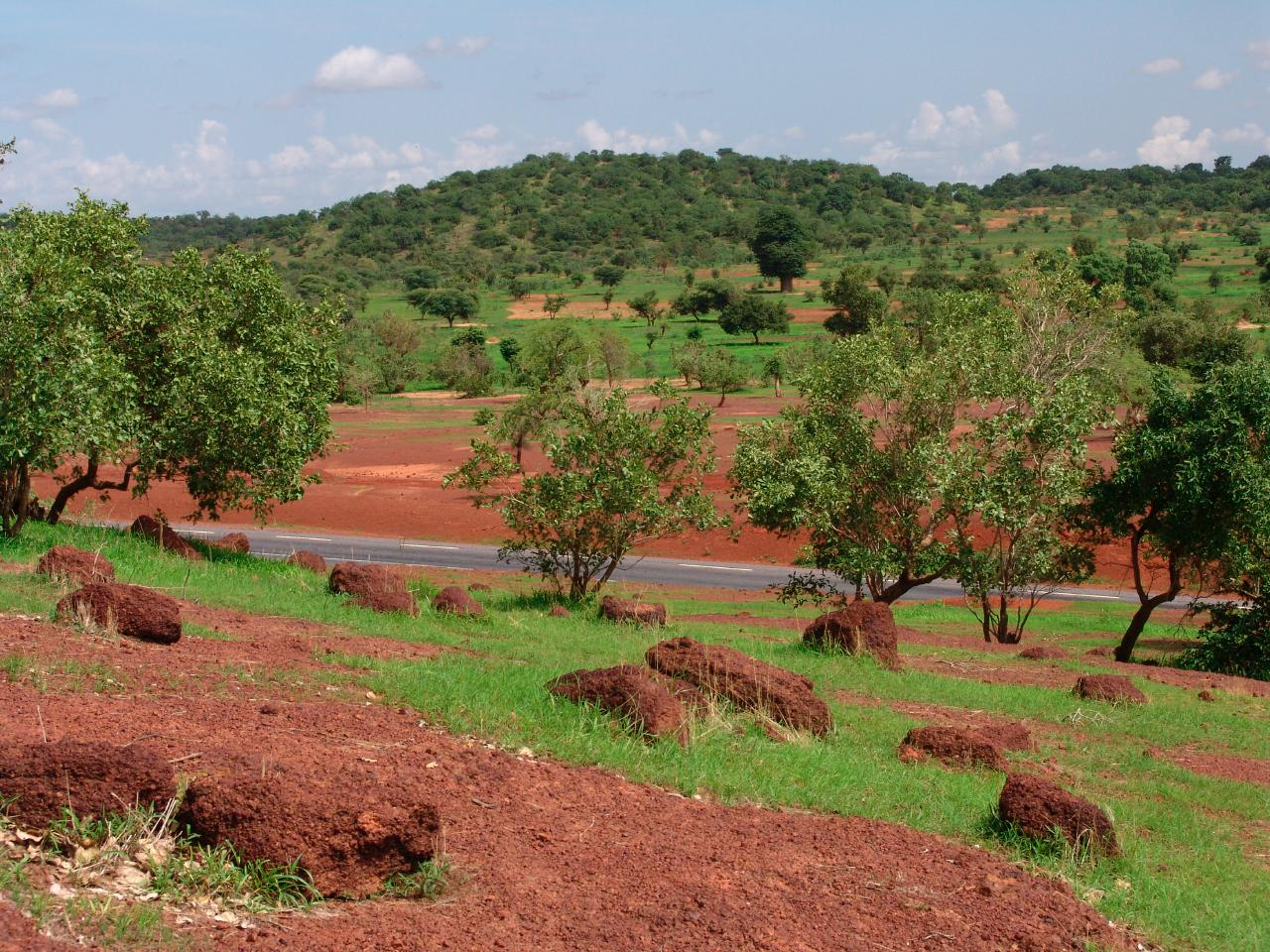
Зона Сахеля в области Кай

На востоке граничит с областью Куликоро, на юге с Гвинеей, на западе с Сенегалом, на севере с Мавританией.
Провинция Кай находится на крайнем юго-западе страны.
Климат в провинции неоднороден. На её юге раскинулись влажные саванны, переходящие постепенно в засушливый ландшафт Сахеля. На территории области Кай реки Бафинг и Бакой сливаются в реку Сенегал.

## Население
В провинции проживают в основном представители народов мандинка (малинке), сонинке, фульбе и хасонке.

## Административное деление

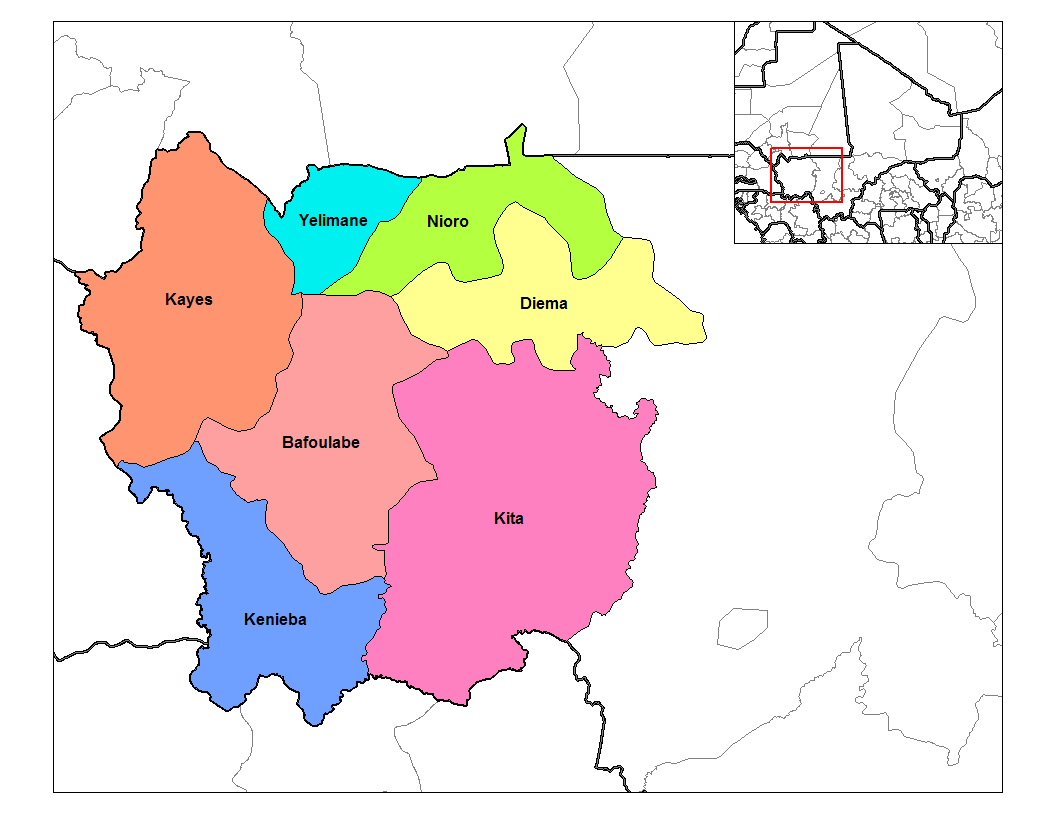
Административная карта области Кай.

В административном отношении Кай состоит из 7 округов:
| Округ    | Площадь, км² | Население, чел. (2009) |
| -------- | ------------ | ---------------------- |
| Кай      | 22 190       | 513 362                |
| Бафулабе | 20 220       | 233 926                |
| Кениеба  | 12 883       | 194 153                |
| Кита     | 35 250       | 434 379                |
| Диема    | 12 440       | 212 062                |
| Ниоро    | 11 060       | 230 488                |
| Елиман   | 5 700        | 178 442                |